# Javier de Silió
Francisco Javier (Xavier) de Silió Gómez-Carcedo (Valladolid, 29 de julio de 1916-Madrid, 7 de diciembre de 2011) fue un sacerdote e historiador español. Comenzó la labor apostólica del Opus Dei en Bélgica donde fue el primer consiliario (1965-1975).

## Biografía
Nació en Valladolid en 1916. En mayo de 1940 comenzó a acudir a El Rincón, el primer Centro del Opus Dei en Valladolid. Allí conoció a  Josemaría Escrivá y Álvaro del Portillo. El 19 de julio decidió incorporarse a la Obra. Escrivá le nombró director de El Rincón (curso académico 1941-42) cuando continuaba estudiando en la Facultad de Filosofía y Letras de la Universidad de Valladolid. En 1942, recibió una beca de la Universidad de Valladolid para perfeccionar el francés en el extranjero. Defendió la tesis doctoral en Historia en Universidad de Valladolid.
En el curso 1944-1945 se trasladó a vivir a la residencia Samaniego (Valencia), donde era el subdirector. En la capital del Turia, trabajó en la Escuela de Valencia, dependiente del Patronato Menéndez Pelayo de Ciencias Históricas y Filológicas del Consejo Superior de Investigaciones Científicas (CSIC). Desde Samaniaego se desplazó (31 de mayo de 1946) a la localidad valenciana de Catarroja, donde visitó a Bartolomé Llorens, gravemente enfermo, que falleció durante la noche de ese día.
El 17 de julio de 1947 marchó a Roma donde permaneció dieciocho años. Allí estudió Filosofía en la Pontificia Universidad Lateranense. Fue nombrado secretario de la Delegación del CSIC en Roma (1949), y subdirector de la Escuela Española de Historia y Arqueología de Roma (1953). En 1951 había defendido su tesis doctoral en Filosofía, y se había ordenado sacerdote (verano de 1951).
En 1965 inició la labor apostólica del Opus Dei en Bélgica, siendo el primer consiliario (1965-1975), residiendo primero en Bruselas y después en Lovaina. En 1996 regresó a España, donde permaneció hasta su fallecimiento en Madrid el 28 de diciembre de 2011.